# Ruud Janssen (Schachspieler)
Ruud Janssen (* 1. Mai 1979 in Venray) ist ein niederländischer Schachgroßmeister.

## Werdegang

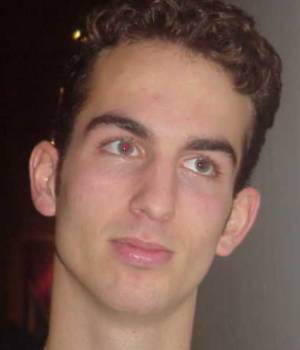
Ruud Janssen, 2004

Mit der niederländischen Juniorennationalmannschaft nahm er 1996 am Glorney Cup in Glenalmond, Schottland teil. Die Mannschaft belegt den dritten Platz. Die niederländische Einzelmeisterschaft der Junioren gewann er dreimal hintereinander: 1996 in Arnhem, 1997 und 1998 in Leiden. 1998 gewann er das internationale ECI-Jugendturnier in Sas van Gent. 2003 gewann er das Nova-College-Turnier in Haarlem vor Wladimir Jepischin und Merab Gagunaschwili.

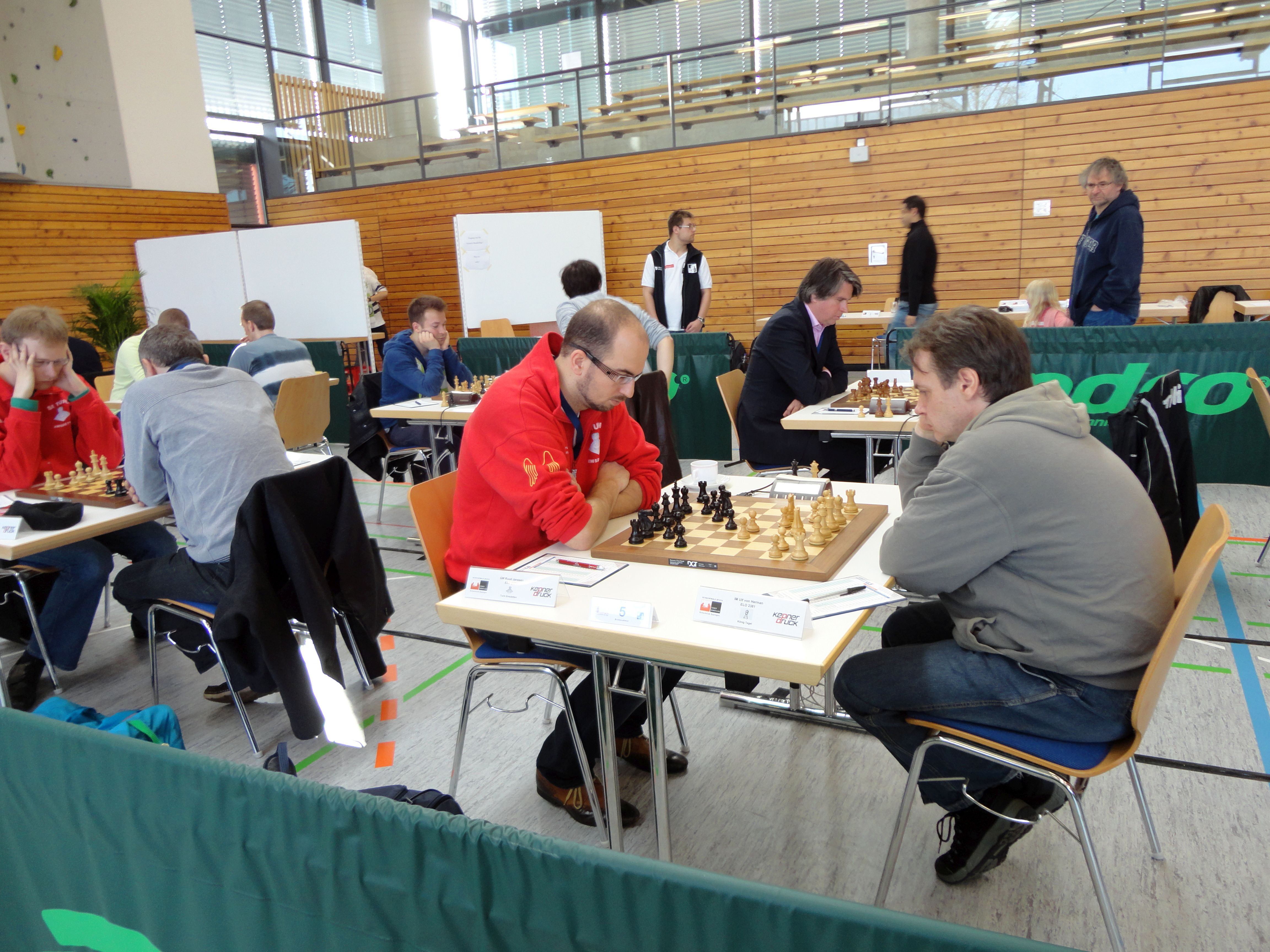
Ruud Janssen und Ulf von Herman, Finale der Schachbundesliga 2014 in Eppingen

Er erhielt 1999 den Titel Internationaler Meister und trägt seit Oktober 2011 den Großmeistertitel. Die GM-Normen erzielte er in der 2. Bundesliga West in der Saison 2006/07, beim 17. Internationalen Open im August 2008 in Kavala sowie beim BDO Chess Premier Turnier im August 2011 in Haarlem. Seine bisher höchste Elo-Zahl war 2536 im Januar 2020. Er lag damit auf dem 15. Platz der niederländischen Elo-Rangliste.

## Vereinsschach
Vereinsschach spielt er in den Niederlanden für die Bussums Schaakgenootschap, vorher spielte er für De Toren Arnheim und den Hilversumer Verein HSG, mit dem er 2008, 2009, 2010 und 2011 niederländischen Meister wurde; früher spielte er in den Niederlanden für Utrecht und davor für Panfox Breda (ab 2000 Ordina Breda), mit dem er 1997, 1999, 2000 und 2002 Meister wurde. In Belgien spielte er in der Saison 2002/03 für Gent.
In Deutschland spielte er von der Saison 1997/98 bis zur Saison 2001/02 beim SV Erkenschwick 23, danach für eine Saison bei Weiße Dame Borbeck, von 2003 bis 2005 wieder bei Erkenschwick und von der Saison 2005/06 bis zur Saison 2015/16 für den SK Turm Emsdetten, mit dem er ab der Saison 2008/09 in der 1. Bundesliga spielte.